# To Kill a Mockingbird
To Kill a Mockingbird (Brasil: O Sol É para Todos / Portugal: Por Favor, Não Matem a Cotovia ou Mataram a Cotovia) é um romance vencedor do Pulitzer escrito por Harper Lee e lançado em 1960. Foi um sucesso instantâneo, tornando-se um dos maiores clássicos da literatura norte-americana moderna. Deu origem a um filme homônimo, vencedor do Oscar de melhor roteiro adaptado em 1962. O romance é baseado livremente nas memórias familiares da autora, assim como em um evento ocorrido próximo a sua cidade natal em 1936, quando ela tinha 10 anos de idade.
Apesar de sua imensa popularidade, o livro não recebeu atenção detalhada da crítica, tratamento dispensado a outros clássicos modernos. Claudia Durst Johnson, autora de diversos livros e artigos sobre To Kill a Mockingbird, escreveu em 1994: "Completos 33 anos de sua publicação, ele nunca foi tema de uma dissertação, sendo alvo de apenas seis estudos literários, a maioria deles com não mais do que duas páginas." Outro escritor concordou em 2003, ao observar que o livro é "um ícone cuja oscilação emocional permanece estranhamente impactante, por permanecer também inexplorada."
O romance é conhecido pela sua vivacidade e humor, apesar de lidar com assuntos sérios como estupro e desigualdade racial. O pai do narrador, Atticus Finch, atuou como um herói moral para muitos leitores e como um modelo de integridade para os advogados. Um crítico explica o impacto do romance quando escreve, "no século XX, To Kill a Mockingbird é provavelmente o livro que aborda a questão das raças mais lido nos Estados Unidos, e seu protagonista, Atticus Finch, a imagem ficcional mais duradoura de heroísmo racial".
Como um romance gótico do sul e Bildungsroman, os temas principais de To Kill a Mockingbird envolvem a injustiça racial e a destruição da inocência. Estudiosos notaram que Lee também aborda questões de classe, de coragem, compaixão e papéis de gênero no extremo sul americano. O livro é amplamente ensinado nas escolas nos Estados Unidos, com aulas que enfatizam a tolerância e condenam o preconceito. Apesar de seus temas, To Kill a Mockingbird tem sido alvo de campanhas para sua remoção das escolas públicas, muitas vezes desafiado por seu uso de epítetos raciais.
As reações ao romance foram muito variadas no mundo todo. A análise literária sobre ele é escassa, considerando o número de cópias vendidas e seu amplo uso na educação. A autora Mary McDonough Murphy, que coletou individualmente impressões sobre o livro de vários autores e figuras públicas, chama To Kill a Mockingbird "um fenômeno surpreendente". Em 2006, bibliotecários britânicos classificaram o livro à frente da Bíblia como um "todo adulto deve ler antes de morrer". Foi adaptado em um filme premiado com o Oscar em 1962, dirigido por Robert Mulligan, com roteiro de Horton Foote. Desde 1990, uma peça baseada no romance é realizada anualmente na cidade natal de Harper Lee, Monroeville, Alabama. Ela continuou o a responder pelo impacto do livro, e até o ano de sua morte recusou qualquer publicidade pessoal ou para o romance desde 1964.

## Biografia e publicação
Harper Lee nasceu em 1926 e cresceu em Monroeville, Alabama, no sul dos Estados Unidos, onde conheceu e ficou amiga de Truman Capote, que logo se tornaria um grande escritor. Ela estudou em Huntingdon College em Montgomery (1944-45) e depois cursou direito na Universidade do Alabama (1945-49). Durante a faculdade, Harper Lee publicou textos nas revistas literárias universitárias: Huntress da faculdade de Huntingdon e na revista humorística RammerJammer da Universidade do Alabama.
Em ambas as faculdades, ela escreveu contos e outras obras sobre injustiça racial, um tópico raramente abordado nas universidades da época. Em 1950, Lee se mudou para Nova York, onde trabalhou no setor de reservas da companhia aérea British Overseas Airways Corporation. Durante esse período, Lee começou a escrever uma coletânea de ensaios e contos sobre as pessoas que viviam em Monroeville.
Com a esperança de ter seu trabalho publicado, Harper enviou seus escritos a um agente literário em 1957, sob a recomendação de Capote. Um editor da J.B. Lippincott aconselhou Harper Lee a deixar seu emprego na companhia aérea e concentrar-se somente na escrita. Por um ano ela conseguiu escrever sem interrupção graças a doações de amigos.
Lee passou dois anos e meio escrevendo To Kill a Mockingbird. Em uma descrição do processo de criação do livro pela National Endowment for the Arts, há um relato de um episódio em que Lee estava tão frustrada com o livro que ela jogou o manuscrito pela janela, que caiu na neve. O agente de Lee forçou-a a recuperá-lo. O livro foi publicado em 11 de julho de 1960.
No início, o título do livro era Atticus, mas Lee optou por trocar seu nome a fim de que o título mostrasse que a história ia além do retrato de um personagem. A equipe editorial da Lippincott alertou Lee de que ela provavelmente só venderia alguns milhares de cópias.
Em 1964, Lee falou sobre as esperanças que tinha para o livro, “Eu nunca esperei nenhum tipo de sucesso com ‘Mockingbird’, eu esperava por uma morte rápida e indolor nas mãos dos críticos mas, ao mesmo tempo, eu também esperava que alguém fosse gostar do livro a ponto de me encorajar. Publicamente.”
“Minhas expectativas eram baixas, como eu disse, mas a recepção foi muito boa e, de certa forma, isso foi tão assustador quanto a morte rápida e indolor que eu esperava.” Em vez de uma “morte rápida e indolor”, o Reader’s Digest Condensed Books escolheu o livro para ser reimpresso em fascículos, conquistando um público leitor imediatamente. To Kill a Mockingbird nunca deixou de ganhar novas edições desde sua publicação original.

## Influência na cultura popular
A música Atticus das Noisettes utiliza o protagonista Atticus de To Kill a Mockingbird como metáfora de integridade e perder o medo. Ao longo do clássico intemporal de Harper Lee, Atticus demonstra regularmente o tipo de coragem que Shingai Shoniwa canta na música do mesmo título, com uma referência clara ao romance na primeira linha da música: “To kill a mockingbird is to silence the song that seduces you”.